# 石河黄旗站
石河黄旗站是大连地铁13号线的地铁站，位于中华人民共和国辽宁省大连市金州区沈海高速东侧，于2021年12月28日开通。

## 车站结构
石河黄旗站平行于沈海高速南北设置，为地面侧式站台车站，但车站站厅与站台处于不同高程，其中站台位于车站西侧，设置半高站台门，东侧设置与站台分离的站厅及出入口，站厅付费区有通向站台的乘客地道，乘客地道内设有通向站台的楼扶梯。车站南侧设有两条存车线。
| 地面              | 站台         | \| 側式 · 開右邊车门 \| \| \| \| \| \| █ 13号线往普兰店振兴街（普湾体育场） \| \| \| \| █ 13号线往开发区（三十里堡） \| \| 側式 · 開右邊车门 \| \| \| |
| 地面              | 出入口及站厅 | A出入口、客服中心、自动售票机、验票机 |
| 側式 · 開右邊车门 |              | |
|                   |              | █ 13号线往普兰店振兴街（普湾体育场） |
|                   |              | █ 13号线往开发区（三十里堡） |
| 側式 · 開右邊车门 |              | |

## 车站出口
石河黄旗站仅设1个出口，出口及周围设施如下所示：
| 出口编号                              | 照片 | 出口指示 | 建议前往的目的地 |
| ------------------------------------- | ---- | -------- | ---------------- |
| A出口 · 出口 · 上海地铁无障碍坡道标志 |      | 柳小线   | 上卞家沟         |
| 注： 设有                             |      |          |                  |

## 车站历史
车站建设时期工程名为石河高铁站，因车站临近哈大高速铁路金普站而命名。但实际中，由于两车站分别位于沈海高速两侧，站房相背设立，随直线距离相近但无市政道路连接，不具备换乘条件，开通前确定以石河黄旗站作为车站正式名称。2023年4月，金普新区管委会表示，车站与高铁站间连接通道项目属于新经济产业园基础设施配套项目，未来将在审批后建设。
- 2021年12月28日，车站随13号线一期通车开通[1]。